# Джон Гънтър
Джон Гънтър (на английски: John Gunther) е американски журналист и писател на произведения в жанра драма, исторически роман, мемоари, научна фантастика, публицистика и документалистика.

## Биография и творчество
Джон Йозеф Гънтър е роден на 30 август 1901 г. в квартал „Лейквю“ на Чикаго, Илинойс, САЩ, в германско-американското семейство на търговския пътник Юджийн Гюнтер и Лизет Шьонингер. През 1922 г. получава бакалавърска степен по философия от Чикагския университет, където също е бил литературен редактор на студентския вестник.
След дипломирането си за кратко работи като репортер за „Chicago Daily News“, след което се премества в Европа като кореспондент в бюрото на Daily News в Лондон, откъдето отразява Европа, Балканите и Близкия изток. Освен Лондон посещава офисите в Берлин, Виена, Москва, Рим и Париж, както и прави обиколки в Полша, Испания, Балканите и Скандинавия, отразявайки историята на Европа от 1924 до 1936 г. Опитът му като журналист в междувоенна Виена е в основата на романа му „Изгубеният град“. По време на Втората световна война работи като военен кореспондент в Европа. През 1941 г. отразява щаба на генерал Дуайт Айзенхауер в Европа и британската 8-ма армия, а в периода 1942 – 1945 г. отразява войната като радио коментатор в Синята мрежа на Националната телевизионна компания. През 1948 г. пътува в Централна и Източна Европа за списание „New York Herald Tribune and Look“.
Заедно с работата си като журналист пише романи. Първият му роман „The Red Pavilion“ (Червеният павилион) е издаден през 1926 г.
Изследванията си и контактите, които осъществява като репортер са описани в първата му документална книга „Европа без маска“ от поредицата му „Отвътре“ издадена през 1936 г. Тя обобщава Европейската политическа ситуация за обикновения читател. След успеха на книгите той се оттегля от журналистическата си дейност и се посвещава на писателската си кариера.
Докато публично е бонвиван и знаменитост, в личния си живот претърпява разочарование и трагедия. През 1925 г. се запознава в Лондон с Франсис Финеман, с която се жени през 1927 г. До 1936 г. те работят заедно, а Франсис е чуждестранен кореспондент на лондонската „News Chronicle“. Заедно със Франсис имат дъщеря през 1929 г., която умира 4 месеца след раждането, и син – Джони Гюнтер. Развеждат се през 1944 г. Синът му умира след дълга борба от мозъчен тумор през 1947 г. На сина си посвещава класическия си мемоар „Death Be Not Proud“ (Смъртта не е горда), публикуван през 1949 г., в който описва неговата смелост и дух. През 1975 г. книгата е екранизирана в едноименния телевизионен филм с участието на Роби Бенсън в ролята на Джони Гюнтер и Артър Хил като баща му. Жени се повторно през 1948 г. за Джейн Пери Вандъркук, с която осиновяват син – Никълъс.
Джон Гънтър умира от рак на черния драб на 29 май 1970 г. в Ню Йорк, САЩ.

## Произведения

### Самостоятелни романи
- The Red Pavilion (1926)
- Eden for One: An Amusement (1927)
- Peter Lancelot (1927)
- The Golden Fleece (1929)
- The Bright Nemesis (1932)
- The Troubled Midnight (1945)
- The Lost City (1964)
- Quatrain (1970) – издаден и като „The Indian Sign“

### Документалистика
- The High Cost of Hitler (1939)
- D – Day (1944)
- Behing The Curtain (1949)
- Death Be Not Proud (1949) – мемоари
- Roosevelt in Retrospect (1950)
- The Riddle of MacArthur (1951)
- Eisenhower (1952) – биография на Дуайт Айзенхауер
- Alexander the Great (1953) – биография на Александър Велики
- Days to Remember (1956)
- Meet Soviet Russia Book One (1962)
- Meet Soviet Russia Book Two (1962)
- Procession (1965)
- Twelve Cities (1969)

#### Серия „Отвътре“ (Inside)
1. Inside Europe (1936)
Европа без маска, изд. „М. Г. Смрикаров“ (1945), прев. Георги Ст. Коджастаматов
2. Inside Asia (1939)
Азия без маска, изд. „М. Г. Смрикаров“ (1941), прев. Богдан Ясников
3. Inside Latin American (1941)
4. Inside U. S. A (1947)
Америка без маска, Държавно стопанско полиграфично предприятие (1948), прев. Илия Драганов
5. Inside Africa (1955)
6. Inside Russia Today (1958)
7. Inside Europe Today (1961)
8. Inside South America (1967)
9. Inside Australia and New Zealand (1972)

### Екранизации
- 1955 Continente perduto – документален
- 1975 Death Be Not Proud – тв филм, по мемоарите